# Siegfried Meurer (Theologe)
Siegfried Karl Meurer (* 12. April 1931 in Köln; † 8. September 2001 in Lauris/Frankreich) war ein promovierter und habilitierter deutscher evangelischer Theologe und langjähriger Generalsekretär der Deutschen Bibelgesellschaft.

## Leben und Werk
Meurer studierte in Göttingen und Bonn Theologie, wurde im Zuge dessen 1953 Mitglied des Göttinger Wingolf und 1956 Mitglied des Bonner Wingolf. Nach dem theologischen Examen absolvierte Meurer ein Studienjahr am Christian Theological Seminary in Indianapolis und war danach als Vikar in Pennsylvania und Luxemburg tätig. Er wurde am 9. Juli 1961 in Goch ordiniert. Nach neun Jahren Gemeindepfarramt in Wuppertal-Uellendahl wurde er 1971 Referent im Diakonischen Werk der Rheinischen Kirche. Daneben qualifizierte er sich wissenschaftlich weiter durch Promotion (1968) und Habilitation (1973).
Von 1974 bis zum Eintritt in den Ruhestand im Mai 1997 versah Meurer seinen Dienst in den Bibelgesellschaften und der biblischen Ökumene.
1974 wurde Meurer zum Generalsekretär des damaligen Evangelischen Bibelwerks und zum Geschäftsführer der Deutschen Bibelstiftung berufen, die sich 1981 zur Deutschen Bibelgesellschaft (DBG) zusammenschlossen. Als langjähriger Generalsekretär führte er die verschiedenen deutschen Landesbibelgesellschaften in der übergeordneten Deutschen Bibelgesellschaft mit Sitz in Stuttgart zusammen.
Als Generalsekretär leitete Meurer die neue Stiftung zunächst an der Seite des kaufmännischen Direktors Gernot Winter, der sich als Leiter der traditionsreichen Württembergischen Bibelanstalt gleich ihm für den größeren Zusammenschluss eingesetzt hatte, nach dessen Pensionierung 1990 dann gemeinsam mit Volkmar J. Löbel. Auch die Zusammenarbeit mit der Mitgliederversammlung, dem Verwaltungsrat und den Fachausschüssen bewährte sich im Interesse der gemeinsamen Sache.
Meurer trieb verlegerische und bibelmissionarische Projekte voran, förderte ökumenische Bibelinitiativen und verankerte die Verantwortung für die weltweite Bibelverbreitung im Bewusstsein eines großen Spenderkreises. Die daraus erwachsene Stiftung „Bibel und Kultur“ ist sein Vermächtnis.
In verlegerischer Hinsicht betrieb er den Ausbau des Programms der „Urtextausgaben“ ebenso wie die Förderung der zeitgemäßen „Gute Nachricht Bibel“ oder die Durchsetzung der revidierten Lutherbibel von 1984. Die im Entstehen begriffene vielbändige Textausgabe des Griechischen Neuen Testaments und die Neubearbeitung der Biblia Hebraica verankerte er im Programm der Bibelgesellschaft.
Das überkonfessionelle „Jahr der Bibel“ 1992 verdankte sich seinem Einsatz, ebenso die Stiftung „Bibel und Kultur“, die seit 1988 jährlich einen Preis an Kulturschaffende vergibt und vielbeachtete Jugendwettbewerbe in wechselnden Bundesländern veranstaltet. Hier konnte Meurer auf das hinwirken, was ihm Lebensziel war: „Ich möchte in den Menschen Freude an der Bibel wecken und ihnen Hilfen geben, die Heilige Schrift als ihr Buch zu entdecken.“
Meurers Anliegen war es, neue und zeitgemäße Wege zu finden, um die biblische Botschaft weiterzuvermitteln. Wie von Canstein damals sich der neuen Technik des Stehsatzes bediente, so entdeckte Meurer früh den Computer als geeignetes Medium, um den Zugang zur Bibel für die tägliche Arbeit zu erleichtern und für das Studium auf neue Weise fruchtbar zu machen. In der Erkenntnis, dass das Bild zunehmend dem Wort den Rang abzulaufen droht, hat er die Konzeption und Durchführung von Bibelcomics gefördert und maßgeblich zum Zustandekommen einer 18-teiligen Videoserie „Begegnung mit der Bibel“ beigetragen.
Ein besonderes Anliegen war ihm, dass die in einer Wohlstandsgesellschaft lebenden Deutschen ihren gebührenden Beitrag zur Linderung der weltweiten Bibelnot leisten. Er rief deshalb 1975 als Generalsekretär des Evangelischen Bibelwerks die Aktion Weltbibelhilfe ins Leben. „Hungerhilfe ist nötig, damit die Menschen leben können, die Bibel ist nötig, damit sie auch leben wollen“, war sein Leitspruch.
Internationale Verantwortung nahm er im Dienst der weltweiten United Bible Societies wahr. Von 1984 bis 1991 war er Vorsitzender des Exekutivkomitees Europa/Mittlerer Osten, von 1991 bis 1996 Vorsitzender des Exekutivkomitees der Gesamtorganisation der 137 Welt-Bibelgesellschaften.
Zur Verabschiedung in den Ruhestand im Mai 1997 schrieb Ako Haarbeck über ihn:

„Ein ‚Doctor Biblicus‘ ist in Ruhe gegangen, dem die Christenheit weit über Deutschland hinaus und über alle Konfessionsgrenzen hinweg viel zu danken hat. Viele Christen aus aller Welt haben das Wirken von Siegfried Meurer dankbar schätzen gelernt. Nicht nur seine Arbeit: Lucien Accad, Vorsitzender des Regional-Komitees Europa und Mittlerer Osten erzählte mir einmal, wie Siegfried Meurer in der schlimmsten Zeit des libanesischen Bürgerkriegs zu ihnen nach Beirut gekommen sei, einfach so, als Freund und Bruder. Schon bei seiner Ankunft im Hafen gab es einen Luftangriff. Meurer habe, während ringsum die Bomben fielen, ruhig gesagt: ‚Das geht bald vorbei. Freuen wir uns doch, daß Gott uns zusammengebracht hat.‘ – Auch das ist Siegfried Meurer.“

Meurer verbrachte seinen Ruhestand in Steinenbronn im Landkreis Böblingen und besuchte zusammen mit seiner Frau regelmäßig das Feriendomizil in Lauris in Frankreich. Dort ist er am 8. September 2001 plötzlich und überraschend gestorben. Er wurde auf dem Friedhof Steinenbronn bestattet.

## Veröffentlichungen (Auswahl)

### Als Autor
- Die Anwaltschaft des Geistes Gottes im biblischen Zeugnis, Basel 1969.
- Das Recht im Dienst der Versöhnung und des Friedens. Studie zur Frage des Rechts nach dem Neuen Testament, Zürich: Theologischer Verlag 1972.
- Grenzen und Chancen der Verbreitung der Luther-Bibel. Vortrag im Rahmen einer Akademietagung zur Revision der Lutherbibel am 29. September 1981 in Tutzing, in: Erneuerung aus der Bibel, 1982, S. 205–214.
- Die Arbeit der Deutschen Bibelgesellschaft. [Bericht für die Bibelsynode der EKD im November 1981 in Fellbach], in: Erneuerung aus der Bibel, 1982, S. 141–152
- Deutsche Bibelgesellschaft: Evangelisches Bibelwerk in der Bundesrepublik Deutschland und in Berlin-West. Porträt eines gemeinwirtschaftlichen Unternehmens. In: Zeitschrift für öffentliche und gemeinwirtschaftliche Unternehmen, Bd. 5/1982, S. 199–204, ISSN 0344-9777.
- Gottes Wort für alle, Stuttgart: Deutsche Bibelgesellschaft 1993.
- Vorwort. In: Die Geschichte der Lutherbibelrevision von 1850 bis 1984, hrsg. v. Klaus Dietrich Fricke und Siegfried Meurer, Stuttgart 2001, S. 13–32.

### Als Herausgeber
- Diakonie und gesellschaftliche Veränderung, Wuppertal: Jugenddienst 1973.
- Der Bestseller ohne Leser. Überlegungen zur sinnvollen Weitergabe der Bibel, Stuttgart: Deutsche Bibelstiftung 1976.
- Verrat an Luther? Bilanz einer Bibelrevision, Stuttgart: Deutsche Bibelstiftung 1977.
- Eine Bibel, viele Übersetzungen. Not oder Notwendigkeit? Stuttgart: Deutsche Bibelstiftung 1978.
- Erneuerung aus der Bibel (Die Bibel in der Welt, Bd. 19), Stuttgart: Deutsche Bibelgesellschaft (DBG) 1982.
- Mittelpunkt Bibel. Ulrich Fick zum 60. Geburtstag, Stuttgart: DBG 1983.
- Die neue Lutherbibel. Beiträge zum revidierten Text 1984 (Die Bibel in der Welt, Bd. 21), Stuttgart: DBG 1985.
- Die Apokryphenfrage im ökumenischen Horizont. Stuttgart: DBG 1989, 2. Aufl. 1993.
- Die vergessenen Schwestern. Frauengerechte Sprache in der Bibelübersetzung (Bibel im Gespräch, Bd. 1), Stuttgart: DBG 1993.
- „Was Christum treibet“. Martin Luther und seine Bibelübersetzung (Bibel im Gespräch, Bd. 4), Stuttgart: DBG 1996.
- Die Stiftung Bibel und Kultur 1988–2000. Eine Dokumentation, Stuttgart: DBG und Katholisches Bibelwerk 2001.

### Als Reihen-Herausgeber
- Texte und Arbeiten zur Bibel[7], Bielefeld: Luther-Verlag 1985 ff., 5 Bände:
  - Bd. 1: Joachim Gnilka (Hrsg.): Die Übersetzung der Bibel – Aufgabe der Theologie, 1985
  - Bd. 2: Wilhelm Gundert: Geschichte der deutschen Bibelgesellschaften im 19. Jahrhundert, 1987
  - Bd. 3: Kurt Aland (Hrsg.): Wissenschaft und Kirche. Festschrift für Eduard Lohse, 1989
  - Bd. 4: Hartmut Hövelmann: Kernstellen der Lutherbibel, 1989
  - Bd. 5: Karl-Fritz Daiber, Ingrid Lukatis: Bibelfrömmigkeit als Gestalt gelebter Religion, 1991
- Arbeiten zur Geschichte und Wirkung der Bibel[8], Stuttgart: DBG 2001 ff., 2 von 7 Bänden:
  - Bd. 1: Klaus Dietrich Fricke (Hrsg.): Die Geschichte der Lutherbibelrevision, 2001
  - Bd. 2: Walter Groß (Hrsg.) : Bibelübersetzung heute. Geschichtliche Entwicklungen und aktuelle Herausforderungen. Stuttgarter Symposion 2000. In Memoriam Siegfried Meurer, 2001 (noch mit vorbereitet, postum erschienen)